# 特里奧萊
特里奧萊（法語：Triolet）是非洲東部島國毛里求斯的城鎮，为庞普勒穆斯区的行政中心，位於毛里求斯岛東北部，距離首都路易港11.3公里，主要經濟活動有農業、製造業、旅遊業和服務業，2016年人口数量为24,073人。
20°03′S 57°33′E / 20.050°S 57.550°E